# Ардіса
Ардіса (ісп. Ardisa) — муніципалітет в Іспанії, у складі автономної спільноти Арагон, у провінції Сарагоса. Населення — 80 осіб (2010).
Муніципалітет розташований на відстані близько 320 км на північний схід від Мадрида, 60 км на північ від Сарагоси.
На території муніципалітету розташовані такі населені пункти: (дані про населення за 2010 рік)
- Ардіса: 67 осіб
- Касас-де-Еспер: 13 осіб

## Демографія
Динаміка населення (INE ):